# 宫城县农业短期大学
宫城县农业短期大学（日语：／ Miyagiken Nogyo Tanki Daigaku *）是过去一所位于日本宫城县仙台市太白区的公立短期大学。

## 概要

### 简介
- 学校最早可以追溯到1875年。短期大学为于1952年开办[1]、由宫城县经营。招生到2004年、停办于2006年[2]。

### 历史
- 1952年 宫城县农业短期大学成立并同时设置农业科[1]。
- 1962年 两个学科成立、以下列举[2]。
  - 畜产科
  - 农业土木科
- 1980年 园艺科成立(前于1975年成立的农业科农业科园艺专攻)[2]。
- 2004年 招生最后、次年停止招生（正式停办于2006年3月31日[2]）。

## 学校环境
- 校区：在了宫城县仙台市太白区[注 1]

## 组织

### 学科
- 农业科
- 畜产科
- 农业土木科
- 园艺科

### 专科
| - 没有 |

### 业余课程
| - 没有 |

## 相关链接
- 日本短期大学列表